# Saint-Christophe-des-Bois
Saint-Christophe-des-Bois (tiếng Breton: Sant-Kristol-ar-C'hoad) là một xã của tỉnh Ille-et-Vilaine, thuộc vùng Bretagne, miền tây bắc nước Pháp.

## Dân số
Người dân ở Saint-Christophe-des-Bois được gọi là Christophéens.
| Năm | 1962 | 1968 | 1975 | 1982 | 1990 | 1999 |
| --- | ---- | ---- | ---- | ---- | ---- | ---- |
| Dân số | 469  | 473  | 430  | 420  | 467  | 475  |
| From the year 1962 on: No double counting—residents of multiple communes (e.g. students and military personnel) are counted only once. |      |      |      |      |      |      |